# 통영중학교 축구부
통영중학교 축구부는 경상남도 통영시에 위치한 통영중학교의 축구부이다. 

## 같이 보기
- 통영중학교